# Mosquée Sounna d'Amiens
La mosquée Sounna est un édifice religieux musulman situé dans le quartier sud-est (Saint-Acheul) de la ville d'Amiens dans le département de la Somme.

## Situation
La mosquée est située rue Victorine Autier dans un quartier populaire du sud-est de la ville d'Amiens.

## Histoire
La construction de cette mosquée est l'aboutissement d'un projet vieux d'une quinzaine d'années. Il fallut attendre la destruction d'immeubles d'habitations populaires pour que la salle de prière du quartier laisse la place à une véritable mosquée. C'est l’Association cultuelle et culturelle musulmane d’Amiens qui fut la cheville ouvrière de ce projet.